# 番石榴
番石榴，是桃金孃科番石榴屬的常绿灌木或小喬木植物。於大中華地區亦有不同的名稱，中國大陸及香港皆稱作番石榴；台灣俗称為芭樂，源自臺灣話的林菝仔；客家語則稱朳仔；中山、順德一帶、澳門粵語又稱花稔等。番石榴原产于加勒比地区、中美洲和南美洲，因適應性良好而廣泛栽培於熱帶及亞熱帶地區。可用播種、扦插、空中壓條及嫁接等方法繁殖。各國因種植、加工和出口番石榴的果實而形成規模龐大的果樹產業。2022年番石榴全球總產量達到78.56百萬公噸；印度26.3百萬公噸為最大的生產國。
蘋果番石榴（簡稱為番石榴）是食用之最佳品種，因果實成熟時呈淺綠色，皮脆肉厚，甜而清爽；再經改良或突變選種後品種極多。番石榴的果實屬漿果，分為非更年性與更年性，依用途可再分為鮮食的甜味種與食品加工的酸味種。果實富含維生素C，含量約為柑橘的6倍。在文化上，「芭樂」一詞具有多種涵義。

## 語源學
番石榴的英名源自阿拉瓦克语，後經西班牙語、葡萄牙語或拉丁語演變而來。

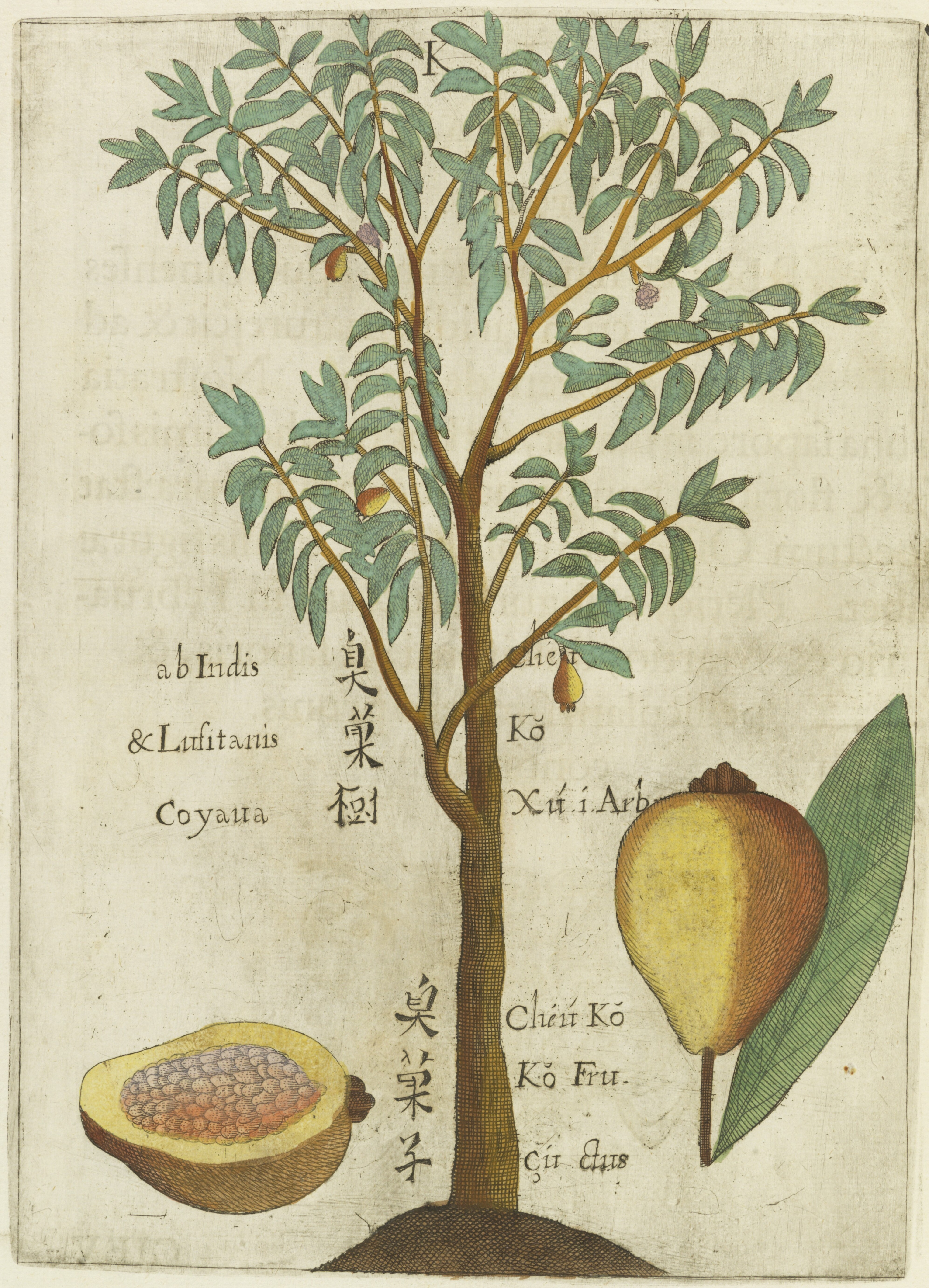
波蘭傳教士卜彌格著作《Flora Sinesis》中所指的「臭果子」即為番石榴

早期品種因具特殊味道，不為人喜愛，故又名「臭果子、臭果、雞屎果或雞矢果」。根據
《諸羅縣志》跟《裨海紀遊》記載稱作雞屎果的原因在於它很臭；而《植物名實圖考》則不認為具有臭味，反稱其氣味香甜，認為稱作雞屎果是因較輕賤且便宜的緣故，就如農家放養的雞所拉的屎一樣，到處都有。經育種改良的現代品種已成為大眾喜愛的香甜水果，與早期品種截然不同。
閩南語稱番石榴為「林菝仔（ná-pua̍t-á）、菝仔或拔仔（pua̍t-á）」，後者語源可能來自部分西班牙語音譯。而客家語亦作「朳仔（bad-eˋ）」，潮汕以「木仔」称呼。台灣一般俗寫為「芭樂」，澳門及珠海一帶粵語又叫作「花稔（faa1-nam5）、番稔（faan1-nam5）」。另於中國大陸金沙江中游干热河谷地区称番石榴为「红心果」。

## 起源與分布
番石榴為熱帶喬木或灌木植物，原產於中美洲墨西哥到南美洲北部，後被引入至世界各地之熱帶和亞熱帶地區。番石榴應最初於大航海時代由西班牙人傳至歐洲，後再傳到其他地區，而葡萄牙人於17世紀初傳至東亞、東南亞、東非、印度與東印度群島等地。
根據考古證據早在前25世紀，秘魯就有種植的紀錄。經歷史學家和植物學家的考證，番石榴也已出現於17世紀的太平洋島國維德角與非洲安哥拉。據學者以臺灣原住民對番石榴名稱的考據與臺灣地方誌有關名稱的記錄，認為其可能由航海家在17世紀直接從中南半島或菲律賓傳入臺灣。
在18世紀時，從印度傳至埃及，接著傳播至巴勒斯坦，而在阿爾及利亞和法國地中海沿岸也有零星種植。另於19世紀引入美國，現今於佛羅里達州的薩拉索塔、奇普利、瓦爾多和皮爾斯堡等地區也有種植。
至今在中國大陸、台灣、泰國、越南、印度、巴西、墨西哥等國家成為重要的經濟果樹之一，故各國因種植、加工和出口番石榴的果實而形成規模龐大的果樹產業。
番石榴已經侵入牧草地和野地，排擠當地植物，因其能適應生長在各種不同的土壤和氣候；也是入侵性最高的物種之一，故在全球入侵物種資料庫中有收錄。

## 形態特徵

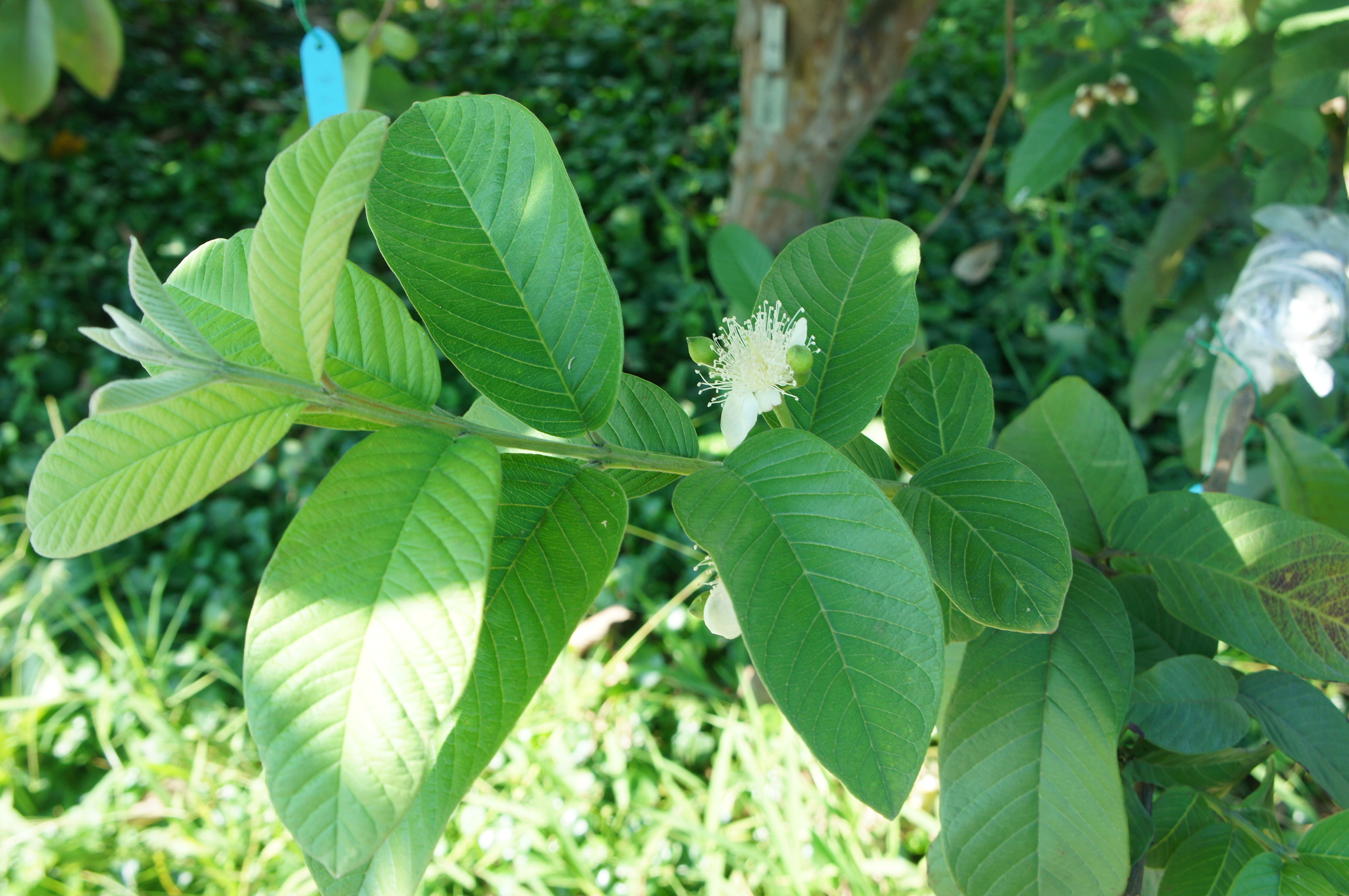
臺灣中山月拔的枝條與花

番石榴為灌木或小喬木，株高通常為3至10 m，亦可達20 m，主幹多彎曲。根部淺。主幹通常直徑約25 cm，最寬可達60 cm；樹皮呈淡紅褐色，易脫落使主幹呈平滑狀，樹皮下為綠色層。嫩枝顔色呈紫紅或淡紅，其與葉背同具柔毛；葉對生，顏色呈暗綠，葉脈明顯，側脈10至20對；葉長一般為7-15 cm，葉寬為3 cm，故呈卵形、橢圓形或長圓形；葉壓碎後具有香味。正常開花期主要在3-4月間，6-9月為盛產期。主要授粉昆蟲為常见的西方蜜蜂。
番石榴果實為漿果，分為非更年性與更年性。依據品種有不同的形狀，果實通常為球型、卵形或梨形；可為有籽或無籽，果實成熟時果皮有黃綠、黃或紫紅色，果肉可以為粉紅色、紅色、黃色、淡綠與白色。果肉甜、酸或酸甜，果肉中央汁較多；未成熟時果實硬，綠色，黏和澀。種子小而多，聚集於果肉中央，為淡黃色或白色，呈卵形或腎形；種子到生產果實需2至4年，預期壽命約30至40年。

## 栽培

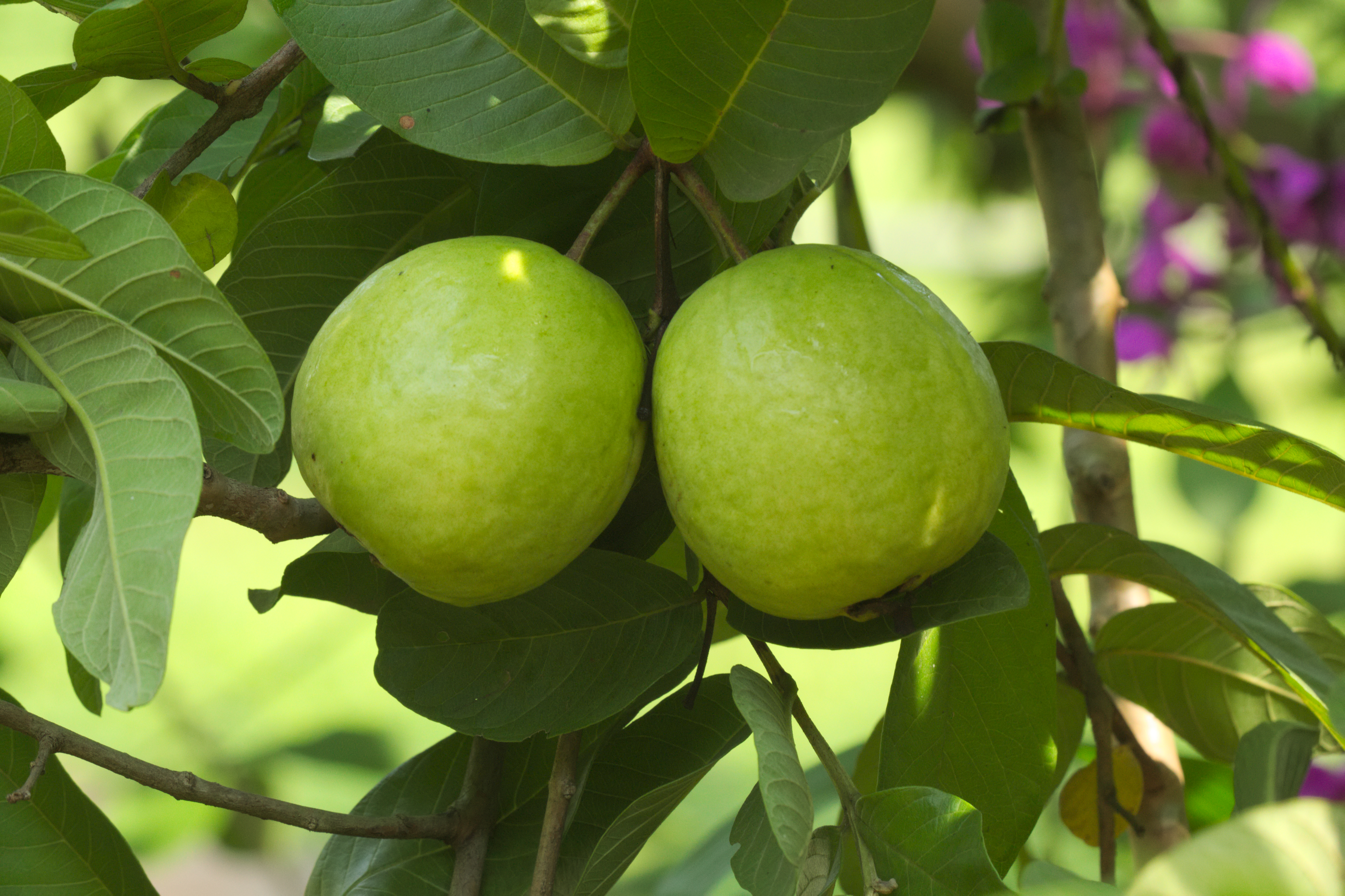
种植於印度卡達沃爾的番石榴

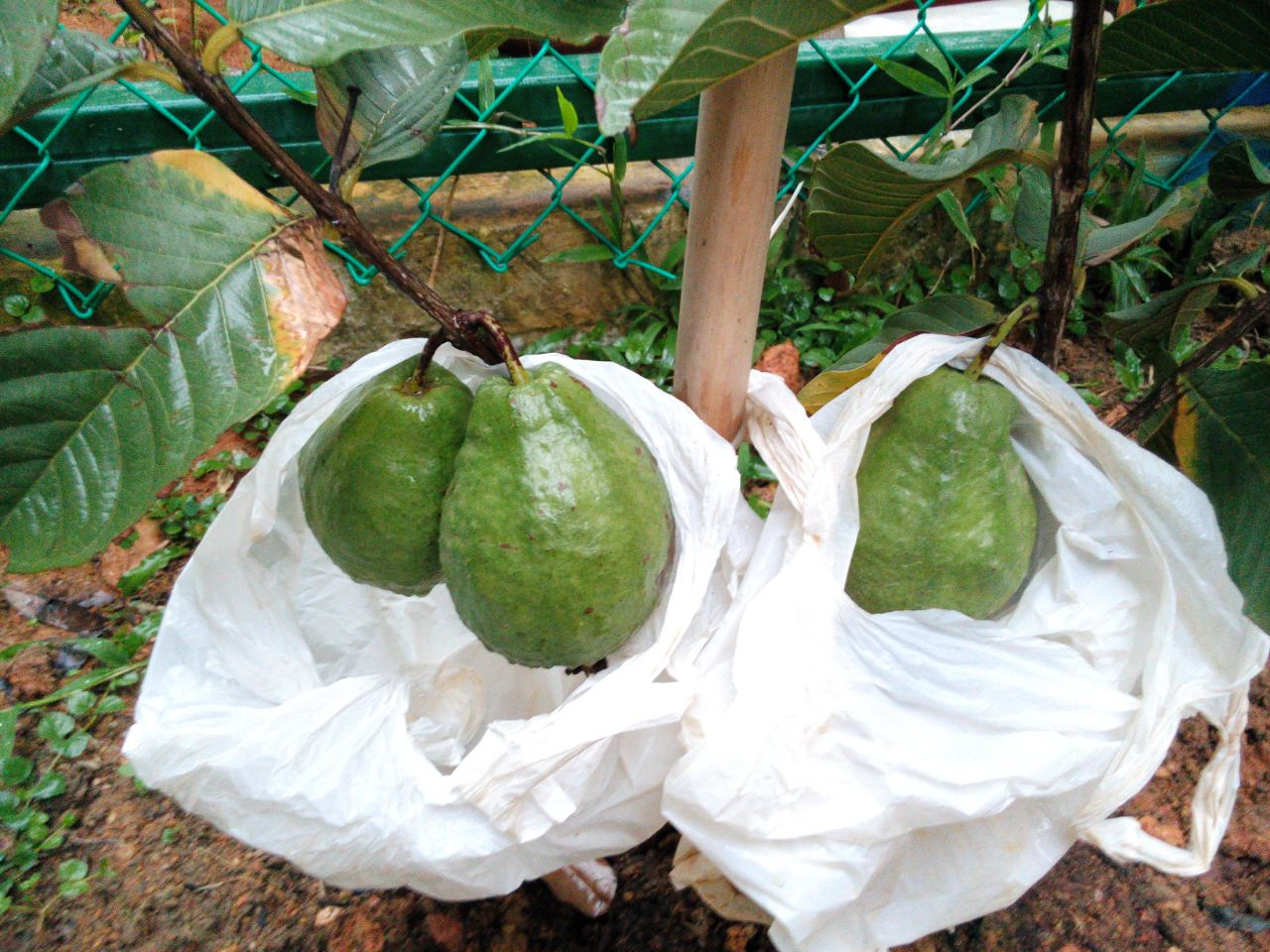
在新加坡种植的番石榴

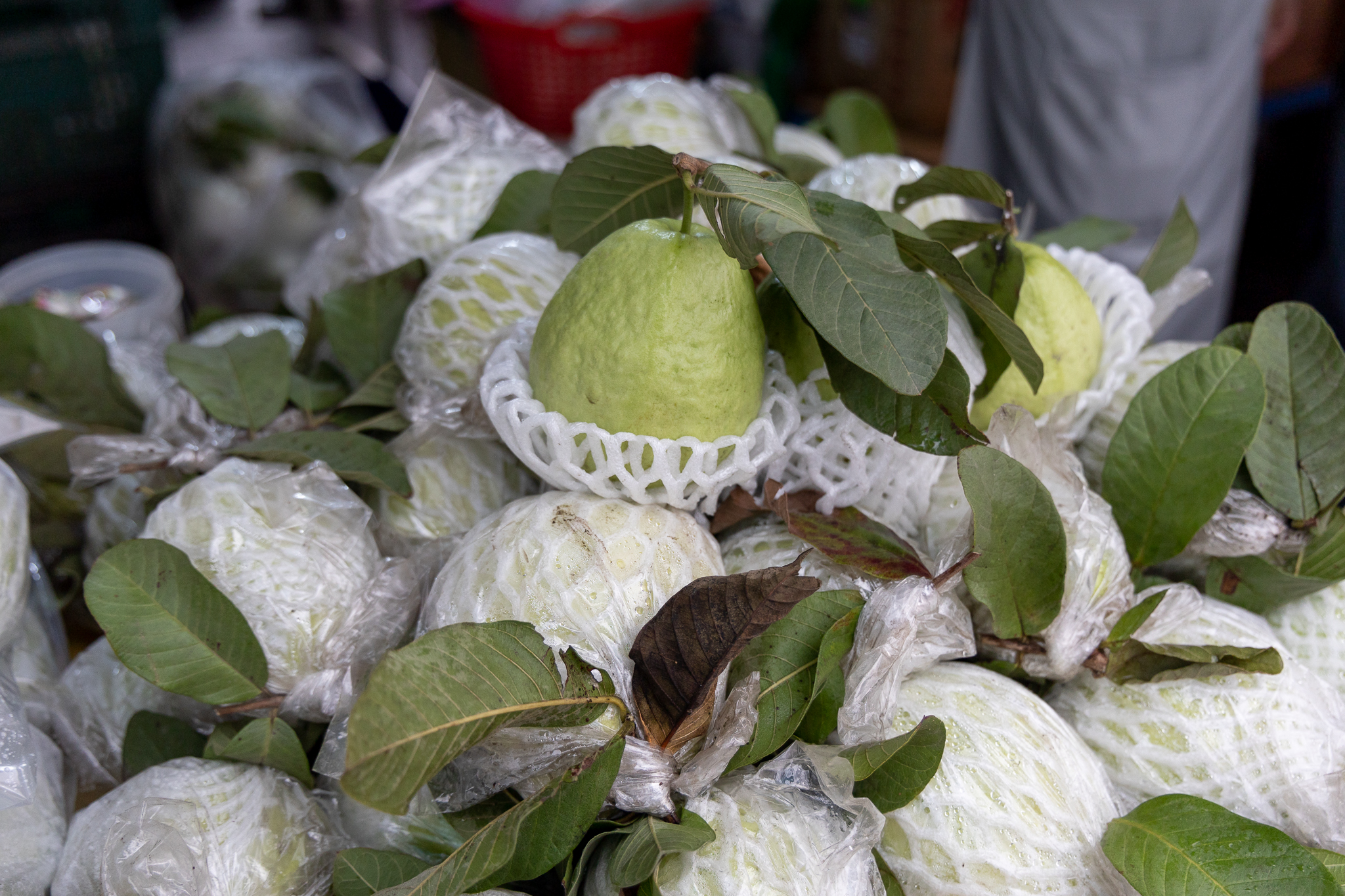
臺灣生產的番石榴果實

### 種植面積與產量
根據聯合國糧食及農業組織的統計，2022年番石榴全球總產量達到78.56百萬公噸；印度26.3百萬公噸為最大的生產國，次要生產國依序為印尼4.1百萬公噸、中國大陸3.8百萬公噸、巴基斯坦2.8百萬公噸和墨西哥2.5百萬公噸等。
墨西哥主要的番石榴產地集中於米卻肯州、阿瓜斯卡連特斯州以及薩卡特卡斯；米卻肯州的產量逐年成長，2014年產量超過13.7萬公噸，而2018年成長至17.46萬公噸，占全國產量60%。美國主要種植於夏威夷、加利福尼亞州以及佛羅里達州；後者的種植面積最大為80公頃，其中95%位於邁阿密-戴德郡。
中國大陸於海南、廣東、廣西、福建、江西、雲南等省均有栽培番石榴。根據2020年的數據，其中广东省廣州市为最主要的产地之一，種植面积为2,400公顷，产量为12.40萬公噸。福建省漳州市的採收面積為1,754公顷，產量達11.63萬公噸。廣西自治區玉林市玉州區的產量為19.97萬公噸。
台灣的種植面積於1963年首度超過1,000公頃。後因整枝修剪及套袋技術的進步，加上矮化樹型及改善果實品質，將產期調節並擴大至全年，帶動市場消費及栽培規模；故於2019至2023年的平均收穫面積及產量分別為7,606公頃及18.72萬公噸，2022年的各月批發市場交易量皆達3千公噸以上，主要產期更可達5千公噸，以高雄、臺南、彰化產量最多，其中以高雄為最主要產地。

### 繁殖
番石榴可用播種、扦插、空中壓條及嫁接等方法繁殖。播種法多應用於育種及砧木培育上；扦插及空中壓條法應用較少；嫁接法應用最為普遍，可利用切接、芽接、腹接、靠接等方式。臺灣多採地面靠接繁殖，因其繁殖效率快速、穩定且成活率高，成本低。

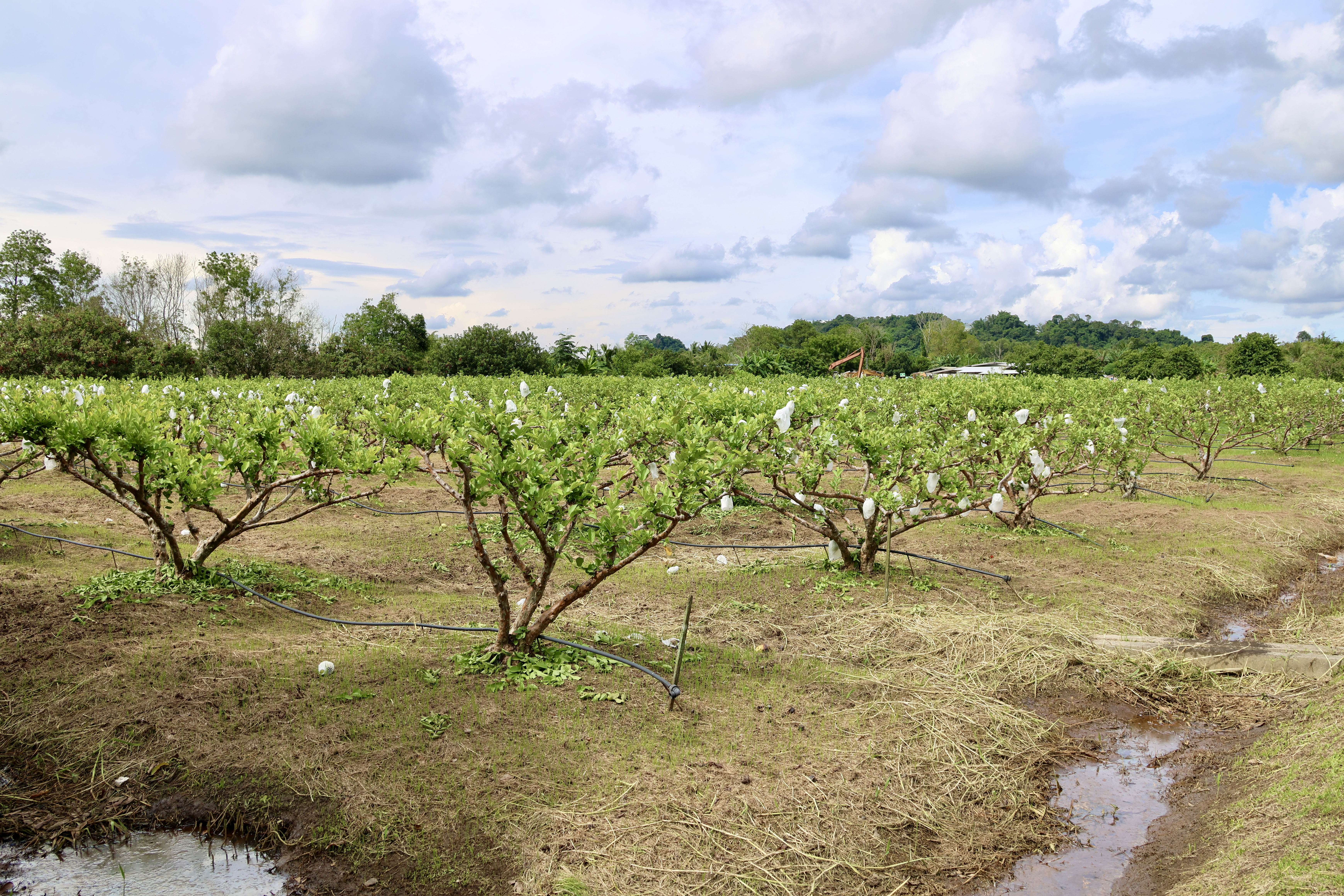
印尼的番石榴果園

### 管理
番石榴適應性廣，但土壤以微酸性（pH 5.5-6.5）的壤土為佳，因對果實品質有利。為符合商業化栽培，需選擇交通便利、日照充足、避風、水源充足、排水良好、地平整、富含有機質的果園。定植採寬行密植方式，株距2.7-3.6 m，行距3.5-4 m；配合中耕機開溝後，植穴底層施用腐熟完全的有機質肥料與少量的化學肥料，種苗定植於溝邊並覆土。常以溝灌的方式灌溉居多。番石榴之修剪方式與時間須配合勞力分配、品種特性及產期調節；為避開夏季的颱風豪雨等天災，需利用不同修剪時間來調節產期生產秋冬果。

## 品種

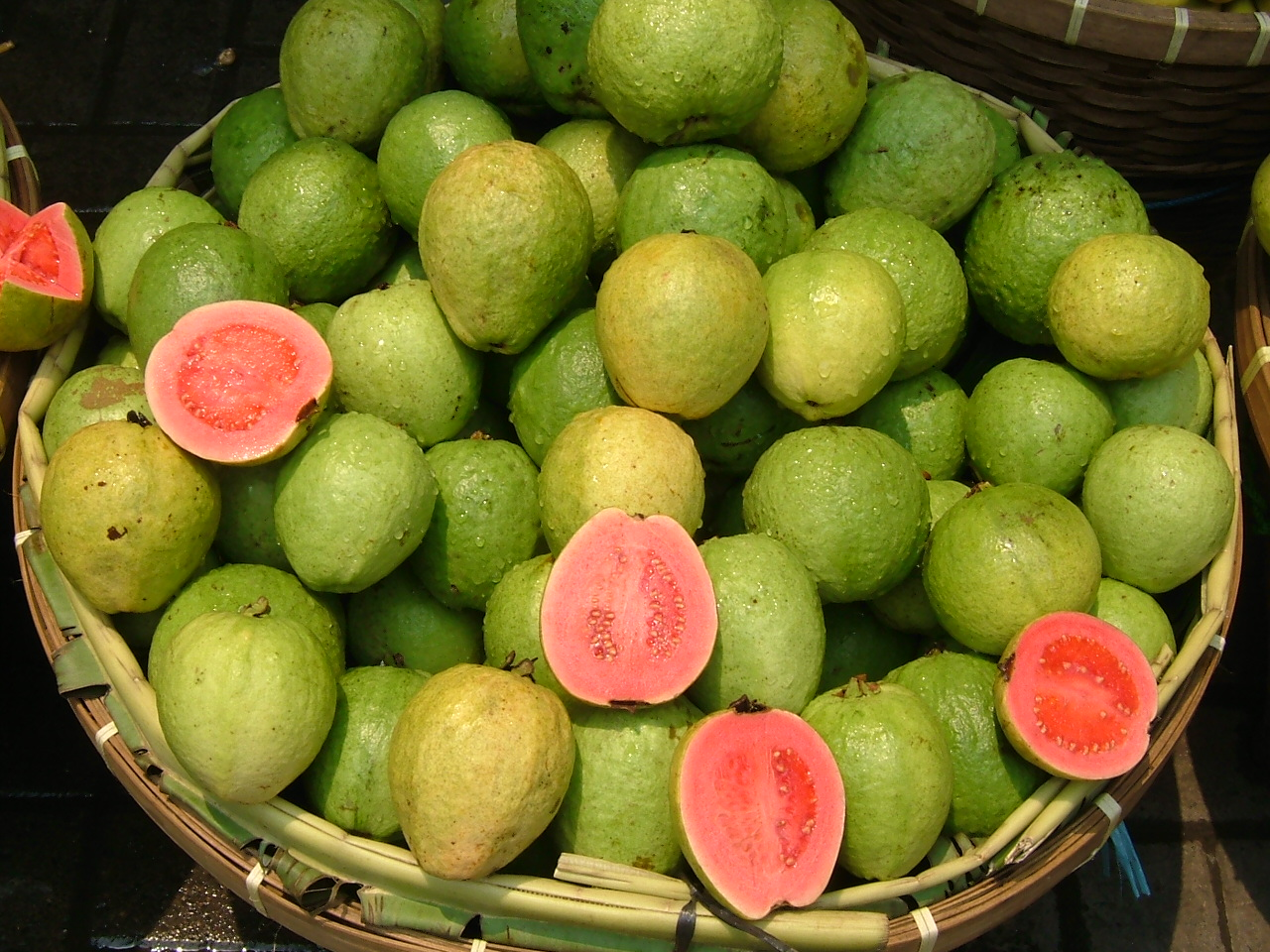
成熟的蘋果番石榴果實

草莓番石榴-紅色果實種

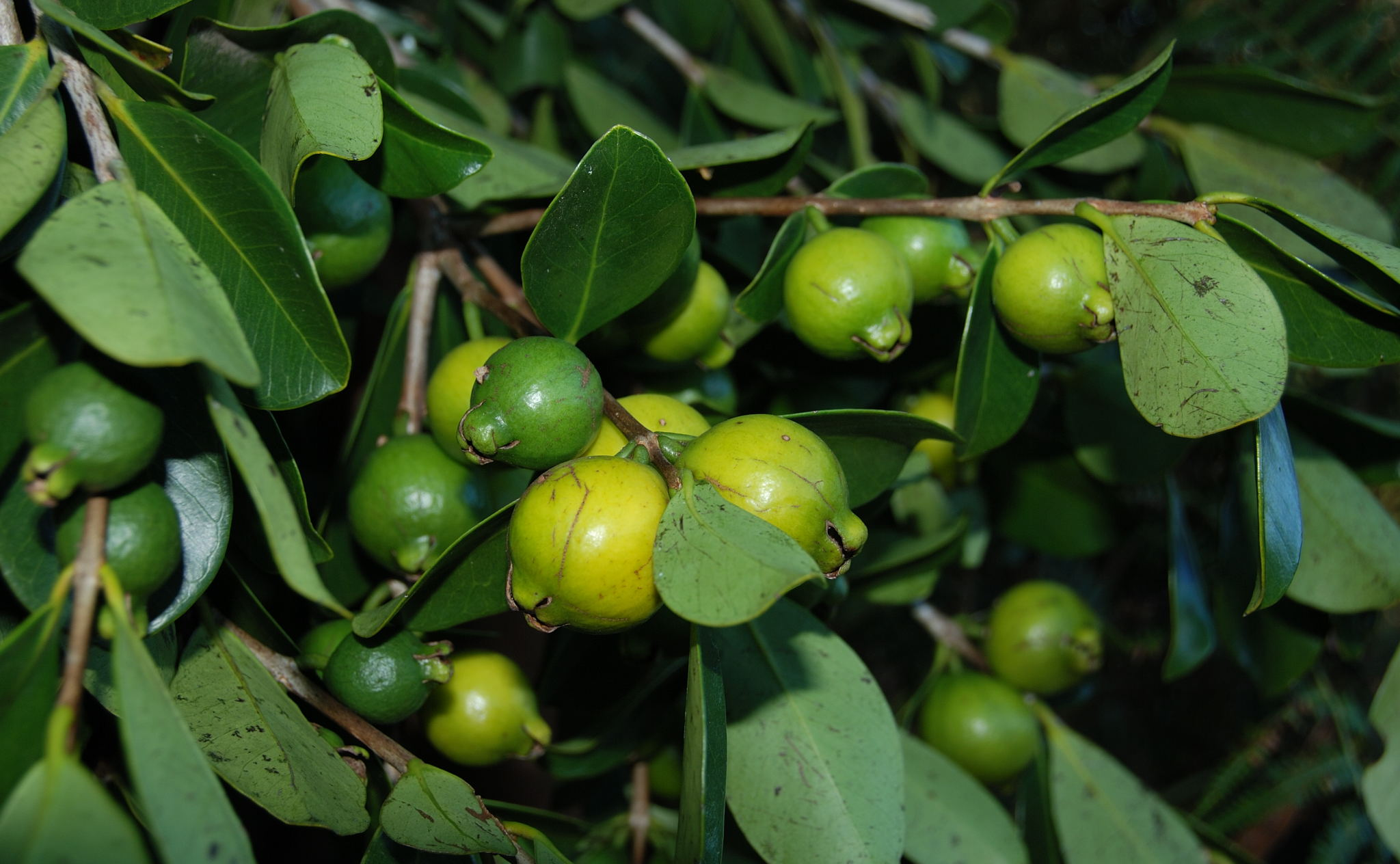
草莓番石榴-黃色果實種（亦稱檸檬番石榴）

番石榴原生種經長期自然變異、天然雜交及人為選拔，品種繁多，主要分為三大類：蘋果番石榴、草莓番石榴和卡特利番石榴。其中「蘋果番石榴，簡稱為番石榴」，因果實成熟時呈淺綠色，皮脆肉厚，甜而清爽，是食用之最佳品種；各國再經改良或突變選種後，陸續推出的品種極多。

### 臺灣
《台灣府誌》記載，台灣於1695年就有番石榴的栽培紀錄，早期多為野生、果實小、果肉比例很少，且味道很酸。直到台灣日治時期，才開始研究番石榴，1915年由日本人三宅勉及石田昌人引進爪哇白肉及黃肉種，而後陸續從美國、中國、印度、泰國、南非、巴拿馬等許多國家引種。戰後國民政府來台，1981年初引進 「泰國拔」，以果形大、果肉脆、果實非更年性受到市場喜愛，其週年可開花結果，無隔年結果習性。雖然容易受到番石榴立枯病的危害且果實病害嚴重，但因栽培管理容易且產量高，故曾為主要的栽培品種。另於1991年在高雄縣燕巢鄉發現，由「泰國拔」殘株所萌發的新梢變異而得的「水晶拔」；果實形扁圓，種籽極少，果面有不規則突起，肉質脆，以夏季品質較佳，但果實易罹病，病蟲害防治管理較費工，產量也不及有籽品種。
「二十世紀拔」管理較費工；果實呈長橢圓形，果肉厚且脆，亦屬非更年性品種，產地以彰化縣社頭鄉最具代表性，但逐漸由「珍珠拔」取代。「珍珠拔」於1990年在高雄縣大社鄉發現。較耐病。栽培管理省工，高產，秋冬季果實質脆、品質佳，較耐低溫貯運，果實為非更年性，為『臺灣目前主要的栽培品種』。為改善「珍珠拔」在夏季高溫期果肉易軟的問題，農業部農業試驗所鳳山熱帶園藝試驗分所以非更年型之親本「珍珠拔」與小葉無籽品系進行雜交，從後代選育出G3-48品系，並於2006年取得臺灣植物品種權及種苗法的保護，命名為台農1號「帝王拔」；果實外觀凹凸明顯，果肉較「珍珠拔」厚且脆，果實亦較耐貯運，為非更年型果實。近年由種苗商育出「津翠」，主要是改善夏季果實肉薄、味淡、籽多的缺點。

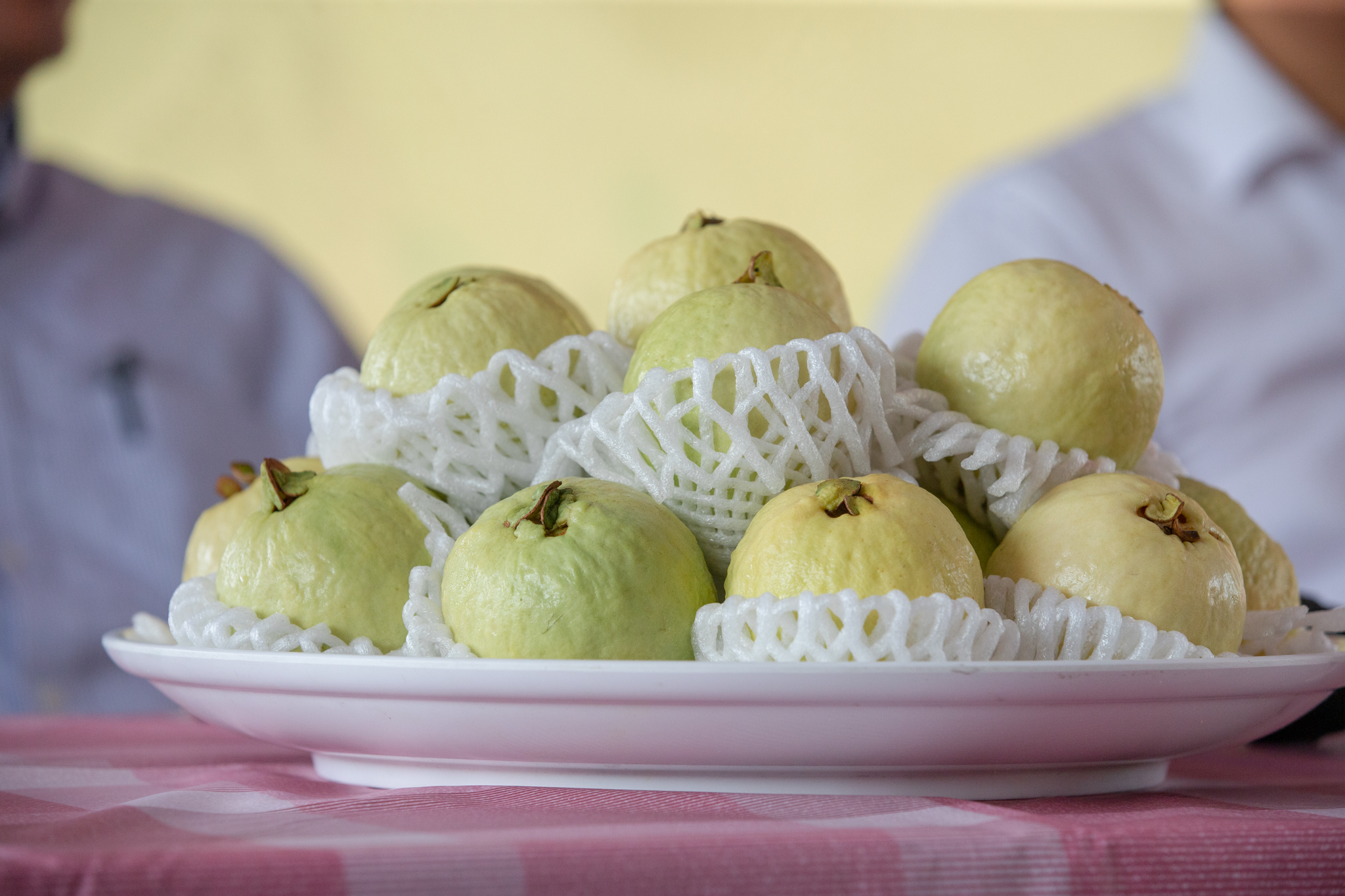
紅心番石榴果實

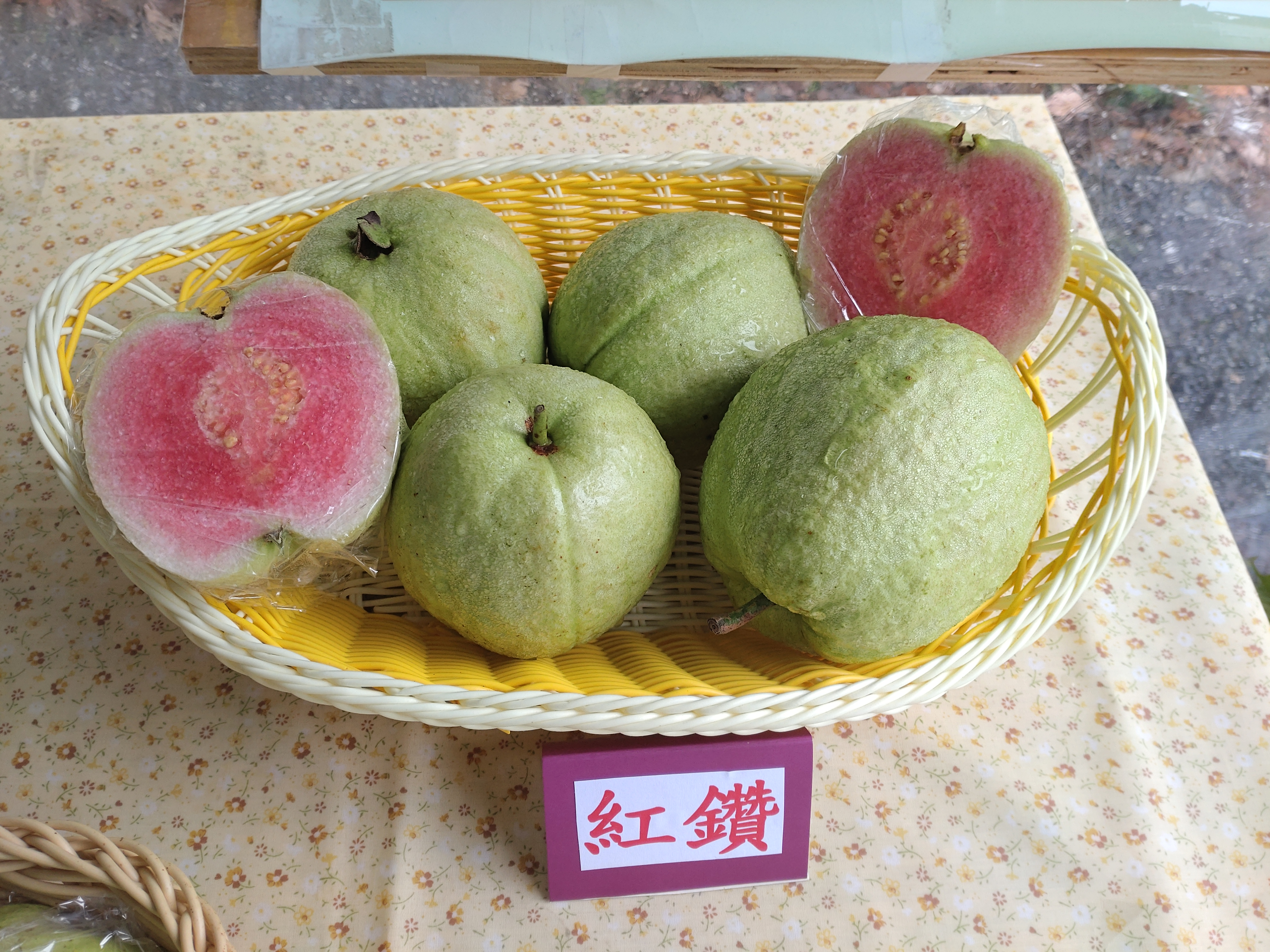
紅鑽拔果實

有些品種的由來尚不清楚，一般都是從果園發現後經改良栽培才命名。「西瓜拔」（亦稱作「彩虹拔」）果實呈卵圓型，當果實成熟時果皮為綠色，而在果皮與紅色果肉間有一層白色的果肉，看起像西瓜，因此稱為西瓜拔；非更年性的品種；具有特殊的百香果香氣。「中山月拔」從員林市東山村果園實生苗中選出，故又名「東山月拔」。產量甚豐，可長年結果，週年有花果，故名月拔；果實外觀黃綠色，果肉白色，甜而爽口，為更年性品種。其果實常用於果汁的加工，而留下大量種子亦被做為砧木使用。另於員林市東山村果園偶然發現「梨仔拔」，其果實為洋梨型，肉質厚實且脆口，成熟果實的果皮呈青白色，果肉為白色。果肉脆如梨而命名為梨仔拔，為非更年性果實。對立枯病極為敏感。由實生苗選拔出的品種「白拔」，其樹性強健，具抗番石榴立枯病的特性；果蒂較肥大，產量豐富，果實淺綠帶白，果肉色澤潔白，果實為更年性。
現今台灣市場的番石榴大多為白肉品種，另也有幾種紅肉品種逐漸受歡迎，如「宜蘭紅心拔」為軟Q香甜、「紅寶石拔」幾乎無籽且外脆內軟又多汁、果肉厚且甘甜無澀味的「紅鑽拔」；2020年由農業部高雄區農業改良場育成高雄2號「珍翠」，果實大，口感脆、微酸帶著清甜，具高產抗病、不易軟芯的特性。

### 中國大陸
番石榴早先以产量低、果形小的野生品种为栽培主力。2017-2021年期间，廣東省以「翡翠」为主流品种，果肉洁白、味道香甜、耐储存，在市场上广受欢迎，其餘品種有以早熟日、宮粉紅、金紅、出世紅、七月熟等。潮州市地区的主要品种有「珍珠」和「新世纪」，而後者其果大，皮色青翠，肉厚质脆，清甜爽口，营养丰富而广受消费者的喜爱。福建省漳州市主要栽培品種為台灣引進的「珍珠」。

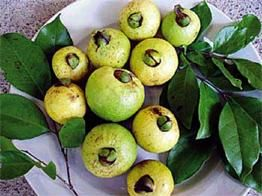
哥斯大黎加番石榴果實

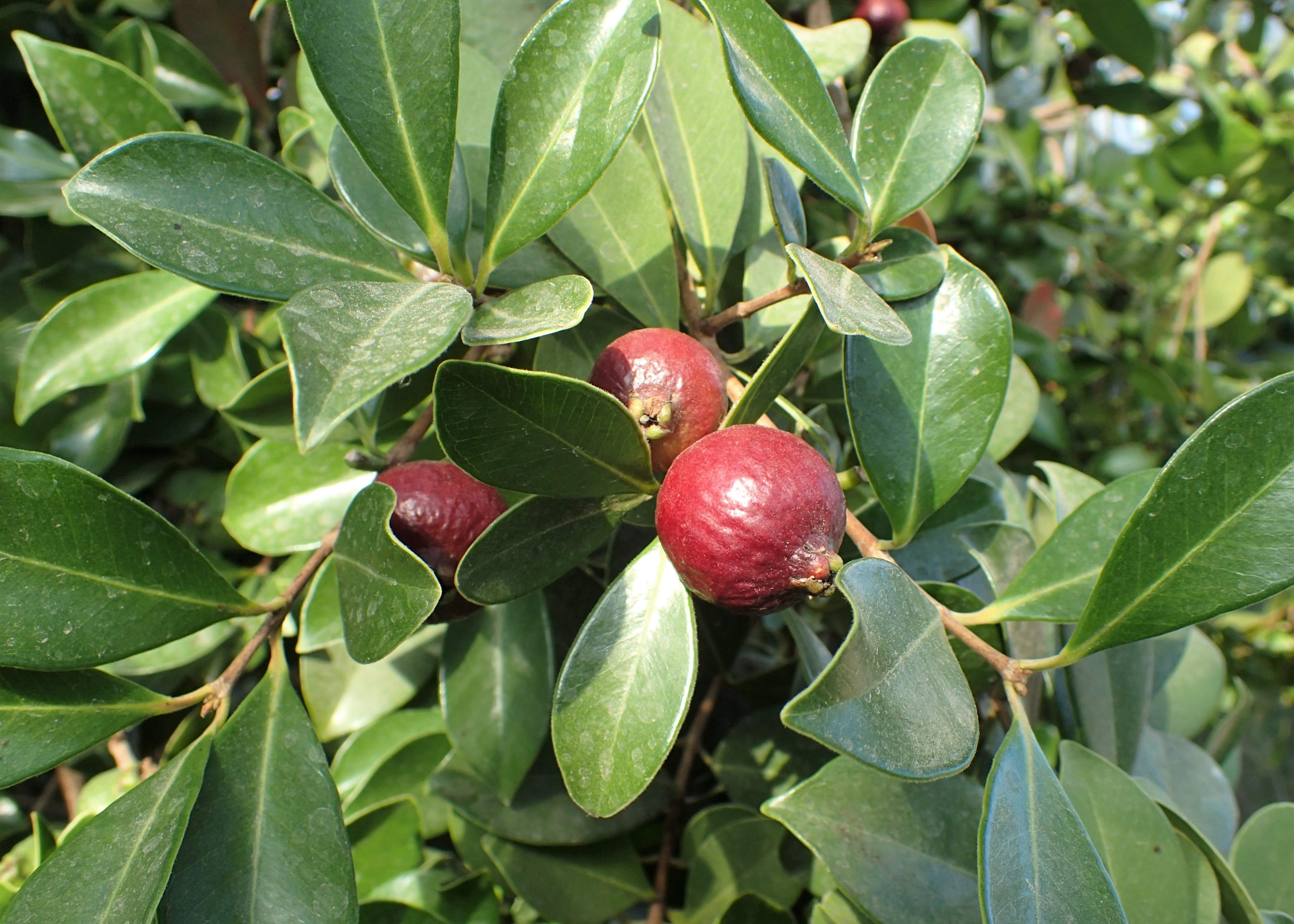
巴西番石榴果實

### 美洲
墨西哥的番石榴商業品種主要為，其果型為橢圓、具光滑黃色外皮以及白色果肉。而美國品種則為「紅心（Pink guava）」和「白肉（White guava）」，紅心番石榴由當地生產者選育，而品種，則由佛羅里達大學育成。

### 其他
大部分原生種與番石榴同屬。巴西番石榴原產熱帶及亞熱帶美洲，除果實具有豐富的營養成分外，果皮和果肉萃取物具抗菌活性，葉片、樹皮和根部也可治療腹瀉和痢疾等疾病；其對番石榴立枯病具抗耐性，故可作為抗病砧木使用。而草莓番石榴原產於南美洲；果實微酸。
另稱酸番石榴的哥斯大黎加番石榴，原產於中南美洲；果實小且酸，香氣優於一般番石榴，果實含有酚類化合物具有抗氧化力。用途上，微酸品種的果實可直接食用，而果實酸度較高的品種可用於製作果醬、蜜餞、果汁和糖果等食品加工。

## 營養
番石榴果實含有低的碳水化合物、脂肪與蛋白質以及高的含水量，另也具有礦物質如鈣、鐵和鉀等，且富含維生素如維生素A（僅在紅肉果實中）、維生素B、維生素C和菸鹼酸等，其維生素C含量約為柑橘的6倍。番石榴葉片中含有多種的酚類化合物，其中以沒食子酸的含量最多。紅肉番石榴通常含有更多的多酚和類胡蘿蔔素。

## 用途

### 果
番石榴經改良或突變選種，品種繁多，果實依用途可分為甜味種、酸味種兩大類；前者糖度高，果肉甜脆，適合鮮食；後者常用於食品加工，能製成醬汁、糖果、果汁、果醬，以及鹽漬、甘草漬、蜜餞、果乾、酒等多種用途。
在台灣1970年代至1980年代，當時番石榴過產銷售不佳，加上它容易熟成軟掉，於是有家廠商想到把土芭樂壓榨成汁，因味道濃郁大受歡迎，於是演變成常見辦桌和罐裝飲料。在墨西哥和拉丁美洲則用來製作冷飲（西班牙語：Agua Fresca，意思是「涼爽的水」）。
如同芒果乾，去籽的番石榴果肉也能曬乾或烘乾製成芭樂乾，作為零食或是喝茶時的小點心。另以索氏提取法提取籽油，其中不饱和脂肪酸总含量達83.49%，深具开发利用的潛力。

### 葉
番石榴葉片可作為傳統用藥，以治療腸胃炎、痢疾和腹痛等。因含有豐富的類黃酮、酚類等生理活性成份，故具有抗氧化、降血糖、止瀉、預防癌症等功效。西非的则将叶片與茅草同煮，以治疗咳嗽。
葉具芳香，將葉片去毛曬乾，常和曬乾的未熟果一同研磨成末，製成健康食品「菝仔茶」，亦可單獨沖泡當茶或加白糖煎煮。若以水蒸氣蒸餾法萃取葉片，可獲得含檸檬烯主要成分的精油，能抗淋巴癌細胞增殖作用。

### 其他
非洲當地人常將番石榴根部捣成泥後用於治疗痢疾。美國夏威夷常以草莓番石榴木材用於煙燻肉品，於西非的奈及利亞則作為屋頂桁架使用。而在南美洲哥倫比亞、秘魯和厄瓜多，樹體本身常作為咖啡、酪梨或橙的遮蔭樹。

## 病蟲害
由於番石榴多栽種於熱帶與亞熱帶地區，氣候及環境適於疫病蟲害的發生與蔓延，需特別注意疫病防治。

### 病害列表
| 名稱           | 病徵 / 危害 |
| -------------- | --- |
| 番石榴立枯病   | 常由全株的某一枝條頂端開始發生，病勢漸往樹幹基部發展至根部，最後導致植株枯萎。                                                                                   |
| 番石榴枝枯病   | 感染新梢及新梢附近未成熟的葉片造成顏色變褐、萎凋及死亡，側枝條也會發生褐化、萎凋的現象。                                                                         |
| 番石榴葉斑病   | 會使葉片表面產生大小不一的不規則病斑，表面則有不明顯褐灰色細點。                                                                                                 |
| 番石榴炭疽病   | 感染果實後，果實成熟時表皮會出現軟化、褪色、水浸狀的病徵。 |
| 番石榴果腐病   | 感染果實會產生圓形小斑，常擴大到全果，造成全果軟化腐爛。 |
| 番石榴黑星病   | 病斑初期呈現小型褐色圓形斑點，隨果實採後時間的長短漸擴大，最終果實腐爛。                                                                                         |
| 番石榴瘡痂病   | 初感染時病斑圓形，略有突起表面粗糙有裂紋，導致果肉軟化呈水浸狀，果肉木栓黃褐化。                                                                                 |
| 番石榴藻斑病   | 主要危害成熟葉片，表皮入侵後吸收水分及養分，使葉片品質不良，提早老化，影響葉片的光合作用、降低果實甜度及品質。                                                   |
| 番石榴疫病     | 感染植株的地上部造成損失，除成熟果實受害外，新梢也會受害，產生枝枯現象。                                                                                         |
| 番石榴煤煙病   | 因介殼蟲、粉蝨、薊馬等害蟲在新梢、葉或果上吸食汁液，並排放蜜露，引發煤煙病菌附生，在植株外表形成一層黑色黴菌，導致葉片合成作用降低，糖分減少，後期影響果實品質。 |
| 番石榴線蟲病害 | 使新葉變小，成熟葉容易變黃或變紅，出現葉尖枯萎缺肥等病症，造成落葉，植株生長不良，葉數較健株稀。最後導致新芽變黑枯萎，停止抽新芽，影響果實生產的品質及產量。     |

### 蟲害及蟎害列表
| 名稱       | 危害 |
| ---------- | --- |
| 東方果實蠅 | 雌成蟲以產卵管將卵產於果皮內，幼蟲孵化後鑽食果肉導致腐爛，嚴重時造成落果。                                                                                 |
| 粉介殼蟲   | 若蟲及成蟲棲居於枝椏、葉背及果實等部位，吸食植株養液，分泌大量蜜露引發煙煤病，汙染葉片與果實，影響光合作用，致被害枝葉生長不良，提早落葉、落果或果味變酸。 |
| 黑疣粉蝨   | 成蟲大部分集中在新葉上棲息、產卵，若蟲在葉背刺吸汁液，使植株發育不良，並分泌蜜露誘發煙煤病。                                                               |
| 螺旋粉蝨   | 若蟲在葉背吸食植株養液，分泌白色粉狀及絲狀物，並分泌蜜露誘發煙煤病。                                                                                       |
| 腹鉤薊馬   | 主要危害中、老葉，嚴重時危害果實。 |
| 棉蚜       | 若蟲及成蟲常群棲於新芽、嫩葉及葉背，吸食養分並分泌蜜露，誘發煤煙病，葉片捲縮萎凋，植株生長不良。                                                           |
| 白斑天牛   | 成蟲平時棲息於枝葉上，咬食嫩枝表皮及葉片，致使嫩枝枯死。雌成蟲產卵於地際基部表皮，幼蟲鑽入木質部並穿梭蛀食，造成莖部上端逐漸乾枯。                         |
| 咖啡木蠹蛾 | 各齡幼蟲均可危害，成蟲產卵於枝條縫隙或腋芽間，孵化後幼蟲鑽入沿木質部周圍蛀食，造成環痕以上部分枯死。                                                       |
| 荔枝葉蟎   | 在葉面危害，鮮有在停駐在葉背者。以口針刺破細胞而吸取汁液，葉片細胞被破壞而損失葉綠素，造成斑點。                                                           |

## 文化
米其林出版的2011年《臺灣旅遊綠色指南（Michelin Green Guide Taiwan）》中特別推薦番石榴為台灣特色水果之一。早期臺灣社會中，認為「芭樂」不宜用來當供品拜拜，這是因其籽多、不易消化，種籽隨著人類或動物排便後又會隨處生長，所以拿來拜神被視為不潔與不敬。而「芭樂」一詞常見於絕對武力、Apex 英雄等第一人稱射擊遊戲中，被用來暱稱「手榴彈」，使用方法如：請你吃芭樂啦；在現實言語中有恐嚇的意味。「芭樂」也可指「不實的、不好的」，因此未能兌現的支票、政見或是承諾，則被稱為「芭樂票」。

## 外部連結
- 中華民國農業部芭樂(番石榴)主題館 （页面存档备份，存于） （中文）
- 藥用植物圖像資料庫-番石榴 Fanshiliu （页面存档备份，存于）（中文）（英文）
- 全球入侵種資料庫（GISD）-番石榴 Psidium guajava （页面存档备份，存于）（中文）
- 樹木谷網誌-番石榴 （页面存档备份，存于）（中文）
- 新浪網誌-热带水果番石榴 （页面存档备份，存于）（中文）